# 양털풀밭쥐
양털풀밭쥐(Abrothrix lanosus)는 비단털쥐과 안데스밭쥐속에 속하는 설치류의 일종이다. 아르헨티나 남부와 칠레에서 발견된다. 이전에는 되지만 안데스밭쥐속(Abrothrix)보다는 남아메리카밭쥐속(Akodon)으로 분류되었다.